# Pozuelo (Albacete)
Pozuelo es un municipio español situado al sureste de la península ibérica, en la provincia de Albacete, dentro de la comunidad autónoma de Castilla-La Mancha. Está ubicado en la comarca de la sierra de Alcaraz. Se encuentra a 32 km de la capital provincial. En 2020 contaba con 469 habitantes, según los datos oficiales del INE. Comprende las pedanías de La Zarza, Casica del Madroño y El Madroño.
Limita con los términos municipales de Albacete, San Pedro, Peñas de San Pedro, Balazote y La Herrera.

## Historia
Pozuelo era uno de los pueblos de la comarca donde se sabe a ciencia cierta que estuvo presente la Inquisición. En 1516, el Santo Oficio procesó al sastre Martín de Burgos, ya que su esposa iba contando que estaba casada con un judío y finalmente al buen artesano le cayeron 400 ducados de condena por la broma.
A mediados del siglo XVI, según Pretel Marín, un tal Pedro Sánchez del Villar, persona influyente en la vida política de Alcaraz, heredaba de su padre El Pozuelo que dizen de donna Mayor. Lo cierto es que la historia de esta localidad siempre estuvo vinculada al Alfoz de Alcaraz, a quien perteneció hasta el siglo XVI. En esta centuria, en 1537, Peñas de San Pedro obtenía de Carlos I su privilegio de villazgo, pasando ahora el Pozuelo, en calidad de aldea, a esta nueva villa, y así permaneció hasta el siglo XIX.
Fue precisamente en el siglo XIX, y gracias a los decretos liberales de la época y habiendo alcanzado una cierta población (en 1860 tenía 1753 habitantes), cuando el Pozuelo obtenía su autonomía municipal y ayuntamiento propio desvinculándose de Peñas de San Pedro. 
Tenía por entonces una pequeña iglesia tan arruinada que apenas podía prestar los necesarios servicios religiosos a su población. A lo dicho se unía la circunstancia de que la citada localidad estaba en el Camino Real que comunicaba Alicante y Cartagena con Madrid, emplazamiento que le obligaba a acoger habitualmente a una elevada población transeúnte, lo que suponía ser también un inconveniente añadido, pues el viejo templo resultaba insuficiente.
De dicho argumento se sirvieron los vecinos cuando decidieron poder levantar la planta de una nueva iglesia: "este pueblo consta de trescientos vecinos con poca diferencia y está situado en el Camino Real de Cartagena y Alicante para Madrid y otras diferentes partes, por cuyo motivo siendo numeroso el concurso de gentes y hallándose reducido a una sola iglesia cuya fábrica material, indecente y estrecha… era imponderable la construcción de un nuevo templo".
Aclarar también que durante la Guerra de la Independencia, Pozuelo sufrió la invasión del ejército napoleónico. El 6 de enero de 1812, en el mismo día se aproximaron al pueblo las tropas francesas por cuya razón, y con objeto de evitar los insultos, tropelías y demás vejaciones que cometían, la mayor parte de los vecinos abandonaron sus hogares, entre ellos el cura párroco, y su archivo parroquial fue saqueado por los soldados del emperador, desapareciendo el libro de fábrica de la iglesia, correspondiente a esos años inmediatos a la terminación de la iglesia, documento que nos podría aportar dicha información.

## Geografía humana

### Demografía
Cuenta con una población de 467 habitantes (INE 2024).
| Gráfica de evolución demográfica de Pozuelo entre 1842 y 2021 |
| |
| Población de derecho según los censos de población del INE Población de hecho según los censos de población del INEEntre el censo de 1857 y el anterior, disminuye el término del municipio porque independiza a 02071 (San Pedro) |

### Economía
La base de la economía de este municipio es la agricultura, especialmente el trigo y la cebada. Antiguamente también se cultivaba la vid.
Otro de los pilares económicos es la caza; la liebre y la perdiz que se encuentran en los terrenos que los pozueleños siembran invocando a San Isidro.
La escasa industria se limita al ámbito familiar o artesanal: talleres de carpintería metálica, carpinterías de madera, panaderías, materiales de construcción, confección de prendas de vestir, etc., o bien pequeñas industrias agroalimentarias dedicadas a la elaboración y transformación de los productos agrícolas obtenidos.
En 2021 se plantea crear una macro-granja de cerdos, cuya posibles efectos contaminantes dividen al pueblo

## Administración
| Periodo   | Nombre                                           | Partido |
| --------- | ------------------------------------------------ | ------- |
| 1979-1983 | Ignacio Roldán Cañadas José Julián Lozoya Moreno | AP      |
| 1983-1987 | Octaviano Martínez Cortés                        | AP      |
| 1987-1991 | Octaviano Martínez Cortés                        | AP      |
| 1991-1995 | Juan Francisco Moreno Tébar                      | PP      |
| 1995-1999 | Juan Francisco Moreno Tébar                      | PP      |
| 1999-2003 | Julio Herreros López                             | PP      |
| 2003-2007 | Emilio Lozoya Sánchez                            | PP      |
| 2007-2011 | Emilio Lozoya Sánchez                            | PP      |
| 2011-2015 | Arsenio Roldán López                             | PP      |
| 2015-2019 | Gregorio Moreno López                            | PSOE    |
| 2019-2023 | Gregorio Moreno López                            | PSOE    |
| 2023-act. | Gregorio Moreno López                            | PSOE    |

## Patrimonio
En el municipio se encuentra la Casa-Palacio de los Coroneles, del siglo XVIII, de dos plantas, gran torre, rejería y portada labrada.
A 5 kilómetros se encuentra el paraje conocido como La Torca, consistente en una depresión circular en el terreno con bordes escarpados. En su interior se encuentra un cuco, construcción agrícola tradicional.
La parroquia de San Bartolomé es de estilo neoclásico, construida tras derribar la antigua debido al aumento de población. Se comenzó a construir a principios del siglo XVIII siendo consagrada en 11 de marzo de 1810. Actualmente se conserva todo el edificio exterior pero no todo el interior debido al derrumbe de la cúpula a finales del siglo XIX. En el interior se albergan varias piezas de imaginería de gran valor. Piezas del S.XVII, XVIII, XIX y XX. Entre las más importantes están las imágenes del S. XVII San Bartolomé, San Bonifacio, Resucitado, la Dolorosa y la Virgen del Rosario. Entre las obras del XVIII destacan San José y San Francisco del discípulo de Salzillo Roque López, San Antón y Nuestro Padre Jesús Nazareno. En el museo parroquial se conservan también dos tallas incompletas de un Cristo crucificado, posiblemente de la escuela andaluza y un San Cayetano, ambas piezas del XVIII. Completan su patrimonio el retablo Mayor, de estilo neoclásico, del XVIII, con pinturas del XIX. En el museo parroquial también se conservan piezas de interesante valor.
Junto al patrimonio material, Pozuelo cuenta con un valioso patrimonio inmaterial como es el canto de los Auroros cuya principal labor está centrada en las madrugadas de octubre cuando su canto suena en el silencio de la noche llamando al Rosario de la Aurora. También realizan la ronda de ánimas iniciada en el año 1771 donde salen pidiendo limosna para las ánimas la víspera de Todos los Santos. Realizan una procesión con toque de campanilla y canto de un nocturno tal y como pide el acta fundacional de la cofradía de ánima. El Viernes de Dolores cantan un canto de pasión a la Virgen de los Dolores en la procesión de los siete dolores.

## Fiestas
Las fiestas mayores se celebran a finales del mes de agosto, concretamente el día 24, las cuales son conocidas como Fiestas en honor al patrón San Bartolomé.
Durante los días 14 y 15 de mayo el municipio también celebra fiestas en honor a San Bonifacio y a San Isidro.
El primer domingo de octubre se celebra a su Patrona, la Virgen del Rosario, que fue coronada canónicamente por el Obispo de Albacete en octubre de 2019. Ese primer fin de semana de octubre se celebran las fiestas en su honor. Durante todo el mes de octubre, cada domingo de madrugada tiene lugar el canto de los auroros y el rezo del Rosario de la Aurora. La romería de la Virgen a La Zarza, una pedanía de Pozuelo, tiene lugar el primer domingo de junio y allí permanece hasta el primer sábado de agosto, cuando al atardecer y tras el rezo de la Sabatina regresa de nuevo a la parroquia de Pozuelo.
Las procesiones de Semana Santa en Pozuelo tienen su origen en abril de 1679 donde hay constancia en los archivos de la celebración de la primera procesión en la noche de Jueves Santo. Desde entonces no han dejado de celebrarse estas procesiones iniciadas en el pueblo en el s. XVII. Actualmente las procesiones conservan el ambiente del barroco, por sus imágenes y sus cortejos procesionales donde la belleza de la imaginería unida al sonido del tambor y el canto ancestral de los auroros crean un ambiente de antaño conservando la originalidad del barroco popular.